# La Foa
La Foa is een gemeente in Nieuw-Caledonië en telt 3.542 inwoners (2014). De oppervlakte bedraagt 464 km², de bevolkingsdichtheid is 7,6 inwoners per km².